# هاري غامبل
هاري غامبل (بالإنجليزية: Harry Gamble)‏ هو مدرب رياضي أمريكي، ولد في 26 ديسمبر 1930 في بيتمان في الولايات المتحدة، وتوفي في 28 يناير 2014.